# Мальовица (хижа)
 Тази статия е за хижата.  За върха вижте Мальовица.  
Хижа Мальовица е туристическа хижа в Северозападна Рила, близо до връх Мальовица. Разположена е на 1960 м н.в. в долината на река Мальовица. В близост до хижата има ски-писта със ски-влек. Районът предлага добри възможности за алпинизъм. Хижата е пункт от европейски маршрут „Е-4“.
Комплексът има 125 места в 2 масивни сгради и 7 бунгала. Старата сграда е двуетажна, с две стаи, външни тоалетни и общо 34 места. Новата сграда също е двуетажна, с 18 стаи, вътрешни тоалетни и бани на етажите, общо 77 места. Бунгалата са двуместни без тоалетни.
Хижата е построена в далечната 1934 година като високопланински заслон „Мальовица“ от пернишкото туристическо дружество „Голо бърдо“. Заслонът е предвиден за 25 души, но при нужда е побирал до 40 души.

## Съседни туристически обекти
Изходен пункт
- учебен център „Мальовица“ на БТС – 0,50 часа. От учебния център пътува автобус до гр. Самоков.

Маркирани пътеки
- учебен център „Мальовица“ – 0,50 часа
- заслон „Страшното езеро“ – 2,30 часа
- връх Мальовица – 2,30 часа
- хижа „Иван Вазов“ – 6,00 часа
- хижа „Мечит“ (през Страшното езеро) – 8,00 часа
- Рилски манастир (през Страшното езеро) – 8,00 часа
- хижа „Рибни езера“ – 10,00 часа
- хижа „Вада“ през учебен център „Мальовица“ – 2,20 часа

Немаркирани пътеки
- Мальовишки езера и връх Ушите – 2,00 часа
- връх Злия зъб (2678 м) и връх Ловница (2695 м) – 2,00 часа
- Еленин връх (2654 м) – 2,00 часа
- връх Орловец (2686 м) – 2,30 часа

## Галерия
- Изглед към хижата
- Бунгалата пред хижата
- Поглед към хижата и околностите от пътеката към Страшното езеро